# Антипа, Иван Семёнович
Иван Семёнович Антипа (греч. Αντύπας Ιωάννης του Συμεών)  (1820—1884) — офицер Российского императорского флота, участник Крымской войны, обороны Севастополя. Георгиевский кавалер, контр-адмирал.

## Биография
Иван Семёнович Антипа происходил из греков переселенцев в Россию. Родился 25 мая 1820 года в Севастополе в семье капитан-лейтенанта (принявшего в 1841 году в чине генерал-майора флота российское подданство) Семёна Андреевича Антипы (1780—1845).
7 июня 1835 года произведён в гардемарины Черноморского флота. В 1835—1836 годах на 84-пушечном линейном корабле «Чесма» и 60-пушечном фрегате «Агатополь» крейсировал в Чёрном море. 2 февраля 1838 года был произведен в мичманы, со старшинством с 23 декабря 1837 года и назначен на Балтийский флот. В 1838—1841 годах на фрегате «Александра» и линейном корабле «Императрица Александра» крейсировал в Балтийском море. В 1842 году вновь был переведён на Черноморский флот, 11 апреля 1843 года — произведён в лейтенанты. В 1843—1853 годах на линейных кораблях «Варна» и «Гавриил», фрегате «Мидия» и корветах «Ифигения» и «Андромаха» крейсировал у восточных берегов и плавал с десантными войсками между Севастополем и Одессой. В 1852 году был награждён орденом Святой Анны 3 степени. В 1854 году находился на севастопольском рейде в составе экипажа линейного корабля «Варна».

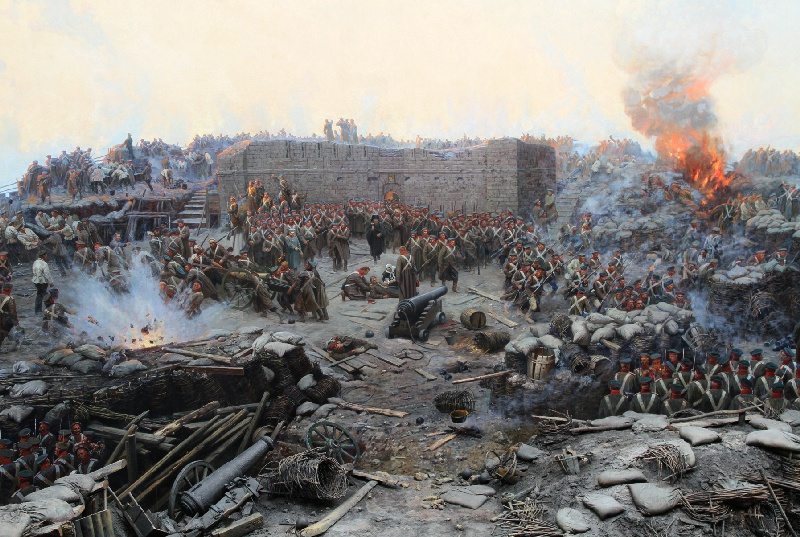
Оборона Севастополя (Франц Рубо)

С 13 сентября 1854 года лейтенант 45-го флотского экипажа И. С. Антипа состоял в качестве помощника батарейного начальника на бастионе № 3 третьей дистанции оборонительной линии, которой командовал вице-адмирал А. И. Панфилов. Третий бастион назывался «Большим реданом», он прикрывал подступы к Южной бухте и центру города. 25 мая 1855 года Антипа был тяжело ранен осколком гранаты и контужен в правый бок, но продолжал оставаться на бастионе. 22 июня был произведён в капитан-лейтенанты «за отличие при обороне Севастополя» и награждён орденом Святого Владимира 4-й степени с бантом, а 8 сентября — орденом Святой Анны 2 степени с мечами за «отличную храбрость и мужество, оказанные при обороне Севастополя». 26 ноября 1855 года награждён орденом Святого Георгия 4-й степени (№ 9788) за выслугу 25 лет в офицерских чинах.
17 декабря 1856 года, после выхода из отпуска по ранению, был переведён в 38-й флотский экипаж Черноморского флота и назначен командиром военного парохода «Ординарец», на котором в 1857 году ходил по Бугу и Днепру. Был членом Дунайской комиссии, созданной участниками Парижского конгресса 18 марта 1856 года для организации плавания по Дунаю. 4 марта 1858 года назначен членом хозяйственного комитета Южного округа морской строительной части, в ведении которой находились строения Морского ведомства в Николаеве, Херсоне, Одессе, Севастополе, в других городах и портах Чёрного моря. В 1859 году командуя винтовой шхуной «Редут-кале» плавал по черноморским портам. Весной 1860 года был зачислен по резервному флоту с прикомандированием к черноморской штурманской роте флотских кадет в Николаеве. В октябре того же года назначен на должность непременного асессора комиссии военного суда при николаевском порте, затем исполнял обязанности командира винтовой шхуны «Эльборус», которая в качестве товаро-пассажирского парохода использовалась на Чёрном море. В 1862 году назначен командиром винтовой шхуны «Псезуале», 17 апреля произведен в капитаны 2-го ранга, а в начале ноября награждён орденом Святого Станислава 2 степени с императорской короною. В 1863 году назначен командиром парохода «Казбек», на котором ходил по Южному Бугу и Ингулу, а также плавал к Таганрогу и Николаеву.
В 1864 году капитану 2 ранга И. С. Антипе был высочайше пожалован бриллиантовый перстень. В 1864—1865 годах командовал пароходом «Тамань», на котором осуществлял перевозки людей и грузов в Константинополь и в Архипелаг. 22 августа 1864 года на этом пароходе был доставлен в Константинополь назначенный посол России в Оттоманской Порте Н. П. Игнатьев (1832—1908), по просьбе которого пароход оставался в распоряжении русской дипломатической миссии. В 1865 году И. С. Антипе был пожалован турецкий орден Меджидие 3 степени.
26 марта 1866 года был произведен в капитаны 1 ранга и награждён Крестом за службу на Кавказе. В 1866—1869 годах состоял во 2-м учебном флотском экипаже черноморского флота в Николаеве. В 1872 году назначен заведующим судами, отчисленными к николаевскому порту. В 1873 году зачислен в состав 2-го черноморского флотского Его Королевского Высочества герцога Эдинбургского экипажа. 24 ноября 1875 года произведён в контр-адмиралы с увольнением от службы «за болезнью от ран и контузии происходящей, с мундиром и пенсионом по положению».
Умер Иван Семёнович Антипа в 1884 году. Похоронен в Херсоне на местном некрополе, могила сохранилась до наших дней.

## Семья
- Отец — Семён Андреевич Антипа (1780—1845) был сыном одного из первых греческих переселенцев, которые вынуждены были в 1775 году покинуть родину, спасаясь от турецкого ига. Окончил Морской корпус, служил на кораблях Черноморского флота, командовал 43-м, а после 40-м флотскими экипажами Черноморского флота, Председатель Комитета по сооружению в Севастополе сухих доков. В 1841 году в чине генерал-майора флота принял российское подданство[1].

Иван Семёнович Антипа был женат на Евгении Дмитриевне (?-1913). В этом браке у них родились две дочери София и Варвара и два сына:
- Сын — Иван (1866-после 1923) окончил Одесское сельскохозяйственное и пехотное юнкерское училище, служил в 16-м пехотном Ладожском полку. Участвовал в Русско-японской и Первой мировой войнах, попал в плен к немцам. В начале 1918 года возвратился в Севастополь. В годы Гражданской войны состоял в Вооружённых силах юга России (ВСЮР), снова оказался в плену, у красногвардейцев. После окончания Гражданской войны жил на Украине.

- Сын — Василий (1868—1920) окончил Одесское пехотное юнкерское училище, подполковник 49-го Брестского пехотного полка. В годы Гражданской войны находился в рядах Вооружённых силах юга России (ВСЮР) в Крыму, оказался в плену у красных, по постановлению тройки ВЧК был расстрелян в Симферополе.